# Maurice Tréand
Pour les articles homonymes, voir Tréand.
Maurice Tréand, né le 21 septembre 1900 dans une famille franc-comtoise à La Chaux-de-Fonds en Suisse et mort le 26 janvier 1949 à Antony, est un militant communiste français, spécialement remarqué dans les années 1930 et qui connaît une déchéance fonctionnelle au sein du PCF durant la Seconde Guerre mondiale.
Garçon de café puis gérant de restaurant, il est responsable de la commission des cadres du PCF, négociateur de la tentative de reparution légale de L'Humanité en juin 1940. Il est aussi le rédacteur principal des « listes noires » à destination des cadres du parti.

## Biographie

### Jeunesse; cadre des jeunesses communistes
Né le 21 septembre 1900 à La Chaux-de-Fonds, dans le canton de Neuchâtel, en Suisse, d’un père douanier de nationalité française, et d’une mère qui tient un petit hôtel-restaurant, Maurice Tréand travaille d'abord avec sa mère avant d'être garçon de café et débitant de boissons à Besançon. Son père meurt des suites d'un alcoolisme chronique alors que Maurice Tréand a trois ans. L'enfant est élevé par sa tante. Il devient apprenti cuisinier à treize ans puis travaille dans la restauration. En 1919, il adhère aux Jeunesses socialistes. Après la scission du congrès de Tours, il devient en 1923 un militant actif de la SFIC de Besançon et responsable des Jeunesses communistes de la 8e entente (région franc-comtoise). Il prend la gérance, en 1924, de l’organe local du PCF, Le Semeur.
En 1928, il quitte le Doubs et va résider à Troyes, où il devient secrétaire à l'organisation du PCF. L'année suivante, en 1929, il « monte en grade » et s’installe à Paris pour diriger la 9e Entente (région parisienne) des Jeunesses communistes. Il se marie avec Gabrielle Wast.

### Années 1930
Au début des années 1930, Albert Vassart est un cadre important du PCF. Eugen Fried, dirigeant officieux du PCF, décide de lui nommer un adjoint, ce sera Maurice Tréand. Ce dernier est envoyé en 1931 à Moscou pour étudier à l'École léniniste internationale (ELI) afin de parfaire sa formation théorique. Après une année passée à Moscou, il rentre en France. Il se voit confier les liaisons des responsables du Komintern.
Il est alors nommé secrétaire général de la Commission nationale des cadres, où il travaille sous la houlette d'Eugen Fried et de Maurice Thorez. À partir de 1931, puis en juin 1933, le PCF publie à destination de ses cadres des listes noires des « provocateurs, voleurs, escrocs et traîtres chassés des organisations révolutionnaires de France » ; Maurice Tréand est le principal rédacteur de ces listes.
Après un deuxième voyage en Union soviétique en 1938, il devient le « grand patron » du service des cadres du PCF. Jean Jérôme décrit ainsi sa mission à la Commission centrale de contrôle politique (CCCP) : « Son activité dans ce domaine était la recherche de militants nécessaires au Parti pour tenir des postes de responsabilité à différents échelons […]. Des camarades considérés dans ces conditions susceptibles d’être affectés à des postes de responsabilité dans l’appareil du Parti étaient appelés à remplir une fiche biographique en réponse à des questions précises – fiches qu’examinait ensuite la commission des cadres. Legros, d’après ce que j’ai pu voir moi-même, les étudiait attentivement et s’efforçait d’orienter chacun vers les responsabilités qui convenaient à ses aptitudes ».
Avec la guerre d'Espagne, tout en assumant ses autres responsabilités, il coordonne l'aide aux républicains et participe à toutes les opérations en faveur de l’armée républicaine espagnole. Il participe à ce titre à la fondation de France-Navigation qui a pour charge le transport des armes en Espagne. « C’était à lui, Legros, qu’incombait d’organiser le travail pratique. Former et orienter une commission de recrutement pour les Brigades internationales fut une de ses tâches prioritaires », témoigne Jean Jérôme.
Tout-puissant et rival du secrétaire de l’organisation, Marcel Gitton, Tréand est élu au Comité central lors du congrès d'Arles, en décembre 1937. Il est alors en pleine ascension. Devenu le personnage-clef du fonctionnement du Parti communiste, il le demeure pendant la Drôle de guerre. Jean Jérôme se souvient d'« un homme grand et gros : il mesurait plus d’un mètre quatre-vingt-dix et devait peser au moins cent kilos. Le pseudonyme correspondait exactement au personnage. Son regard direct et son sourire plein de malice me frappèrent d’emblée ». Quant à Roger Bourderon, il ajoute dans sa biographie de Tréand : « On l'appelait affectueusement « Le gros », il devint « Legros ». « Muet pendant les réunions, n'écrivant guère en raison de sa mauvaise orthographe, exigeant mais chaleureux avec ses collaborateurs, qu'il savait rendre efficaces, capable de grosses colères plus ou moins feintes et contrôlées, un tantinet hâbleur, ses analyses politiques étaient sommaires, fondées sur une fidélité à toute épreuve à l'Internationale et au parti. Mais c'était un homme d'action, un remarquable organisateur, d'une vive intelligence pratique, veillant avec minutie sur tout ce dont il était responsable ».
L'historien Jean-Jacques Marie en revanche rappelle son rôle dans les méthodes policières de l'appareil dirigeant du PCF. Tréand diffuse régulièrement des « listes noires » dénonçant les « provocateurs, mouchards, escrocs et trotskystes » que le Parti s'efforce de traquer et de frapper.

### Dans la tourmente de la guerre
Mobilisé dans les premiers jours du conflit au 79e régiment d'infanterie à Montbéliard, Tréand est cuisinier. Durant cette période et à la suite de l'interdiction du PCF, le 26 septembre 1939, la commission des cadres est confiée à Arthur Dallidet que Tréand a formé à la commission des cadres.
Fin octobre, la décision fut prise que Tréand rejoigne la plaque tournante des liaisons avec le Komintern, à Bruxelles, où se trouvaient Fried (Clément) — l’émissaire permanent du Komintern — et Jacques Duclos. Réformé de l’armée, Tréand s’installe début novembre 1939 à Bruges.
Jusqu'en mai 1940, Tréand assure la sécurité des militants qui passent en Belgique. Il revient probablement à plusieurs reprises en France puisqu’on le voit dans la région parisienne, dans le Centre-Est et en Suisse. Il dirige surtout la liaison radio entre le PCF et l'IC, qu'assure notamment Angèle Salleyrette, l'une de ses collaboratrices depuis fin 1938.
De retour à Paris au moment de la débâcle — le 15 juin — en compagnie de Jacques Duclos et d'Eugène Fried (alias Clément), probablement « dans une voiture diplomatique soviétique et sous papiers soviétiques », il se retrouve quelque temps isolé de la direction parisienne, cette dernière ayant quitté précipitamment la capitale avec l’arrivée de l’occupant.
Tréand assure également la sécurité de Jacques Duclos. Pendant quelques semaines, il est le seul dirigeant à connaître ses planques et à assurer la liaison avec lui.

### L'éviction lors de l’«affaire des négociations pour la reparution deL'Humanité»
Le 16 juin 1940, il réussit à reprendre contact avec Jean Catelas, l’ancien député communiste d’Amiens qui avait pu échapper aux « rafles anticommunistes » d’octobre 1939. Il lui demande de provoquer une réunion pour une discussion urgente. La rencontre a lieu le 18 juin au 12 avenue de l'Opéra. Jean Catelas, André Bréchet, Denise Ginollin, Simone Lampe-Claudet, Georges Rondot apprennent par Tréand qu'avant son départ de Belgique, le centre de Bruxelles a reçu de l'IC la consigne de tenter une démarche auprès des Allemands pour la reparution légale de L'Humanité. La discussion est semble-t-il très tendue. Jean Catelas est très réticent à l'égard de cette initiative. Il faut que Tréand pèse de toute son autorité pour que l'accord soit obtenu. Dès le 17 juin, il prend contact avec l’avocat de l’ambassade soviétique, Me Foissin. Ce dernier lui indique que les Allemands ne sont pas hostiles à une reparution légale de L'Humanité. Le jour de l’appel du général de Gaulle, Tréand envoie une militante au siège de la Propaganda Staffel, boulevard de la Madeleine, pour réclamer une autorisation. L’accord est donné le 19 juin, avec toutefois la condition sine qua non que le journal soit soumis avant parution à la censure allemande. Le lendemain, alors que les numéros légaux de L’Humanité sont prêts à être distribués, la police française arrête Tréand, Jeanne Schrodt et Denise Ginollin au métro Saint-Martin. Ils sont finalement libérés sur injonction de l’occupant, le 25 juin. Cet incident ne rompt pas la dynamique. Dès le lendemain de sa libération, Tréand, Jean Catelas et l’avocat Robert Foissin rencontrent Otto Abetz, l’émissaire d’Hitler à Paris, dans son bureau, rue de Lille. Les négociations pour la reparution de L’Humanité et la légalisation du parti vont se poursuivre, « avec des hauts et des bas, jusqu’au mois d’août ».
Il convient de revenir, pour examiner cette question délicate qui a suscité bien des débats entre historiens, sur quelques éléments de la chronologie. « Le 5 août 1940, le Komintern fait parvenir à Jacques Duclos un télégramme impératif, lui ordonnant d’arrêter les négociations entre le PCF et les Allemands. Ce n’est que vers le 14 août que ces directives parviennent à Duclos. Enfin, le 27 août, Dimitrov reçoit un télégramme daté du 21, signé Duclos, Tréand et Frachon, qui annonce que les directives ont bien été reçues et que tout contact avec les Allemands est rompu ». Ce qui importe dans cette affaire c’est l’interaction de contentieux personnels. Ils vont permettre à Fried (alias Clément) de régler en partie le « dérapage » de Duclos et de Tréand. D’abord, il y a un vieux contentieux entre Fried et Tréand, ce dernier ayant accusé Fried d’être « un élément suspect » dans un rapport que Mounette Dutilleul a transmis au Komintern en février 1940. Cette attaque directe contre l’émissaire kominternien ne pouvait demeurer sans effet pour Fried. Ce dernier trouve en Duclos un allié de circonstance. Duclos, qui est largement impliqué dans la bavure qu’est la tentative de légalisation de L’Humanité et de ses conséquences, va tout tenter pour se faire pardonner auprès de Fried et donc du Komintern en accablant Tréand. Avec Duclos, Arthur Dallidet qui est vivement critiqué par Tréand pour avoir abandonné Paris lors de la débâcle n’est pas en reste contre le Gros. Véritable bouc émissaire, Tréand est, petit à petit, marginalisé de l’appareil clandestin. Son dispositif de sécurité n’est plus utilisé après la réunion du 10 août 1940 où se rencontrent Jacques Duclos, Benoît Frachon, et Arthur Dallidet. Dans les semaines qui suivent, il est démis officieusement de ses fonctions de responsable de l'appareil clandestin  et remplacé par Arthur Dallidet, qui prendra également, dans les mois qui suivent, ses fonctions de responsable aux cadres.
Tréand, isolé, ne peut même plus rentrer en contact avec Duclos, il lui adresse ce message laconique : « Je ne croyais jamais après notre collaboration si intime, depuis longtemps, surtout depuis un an, t’envoyer une lettre pareille. Ton attitude de ces derniers jours a été envers moi impossible, envers un camarade comme moi dont tu dois savoir ce qu’il représente et ce qu’il veut » . Depuis la découverte en 1990, dans les archives du Komintern, de messages signés "Yves et Grégoire", c'est-à-dire Duclos et Tréand, au sujet des contacts pris avec les Allemands, il apparaît clairement que ces démarches avaient reçu l'aval de Duclos et de ses correspondants à Moscou, notamment Maurice Thorez,.
À l’automne 1940, Tréand qui continue à transmettre des rapports au Komintern n’est plus dans le cercle de décision. Son ancien adjoint Arthur Dallidet l’a définitivement remplacé. Tréand rencontre Benoît Frachon et Duclos, le 20 novembre. Ces derniers lui reprochent les démarches qu’il a entamées de juillet à août en vue de la légalisation des activités communistes. Bouc émissaire idéal, Tréand paie sans doute le prix de quelques inimitiés au sein de la direction du parti. « Même s'il conserva longtemps la confiance de Jacques Duclos et, toujours, celle de Maurice Thorez en raison de sa remarquable efficacité et de sa très grande intelligence pratique, Le Gros était avant-guerre redouté pour ses méthodes de direction tranchantes et expéditives et peu aimé de nombre de dirigeants, parmi lesquels Benoit Frachon figure en bonne place… ».

### Après le Parti: 1942 à 1949
La carrière de Tréand au sein de la commission des cadres est, dès lors, à son crépuscule. La direction du PCF clandestin lui confie, tout de même, quelques missions à Marseille. Écarté de son secteur d’activité parisien, Tréand passe d’abord clandestinement à Châteauroux puis à se rend à Vierzon. D’après le témoignage laissé par Jean Jérôme dans ses mémoires : « Il vécut à l’abri chez un vieux couple de paysans dans la petite ville de Montbron, non loin d’Angoulême et proche de cette même ligne de démarcation, ce qui, si l’on y ajoutait qu’un cousin de sa compagne Angèle, était le chef de gare de la localité, facilitait la liaison avec Paris. Mais, en réalité, toute l’activité politique qui avait été sa vie depuis une vingtaine d’années se trouva brusquement suspendue ».
Il s’ensuit pour lui et sa compagne, Angèle, une existence difficile. De cache en cache, coupé de ses anciens « camarades », il échappe à une descente de police, en novembre 1942. Il demeure, par la suite, à Antony jusqu’à la Libération.
Quelques mois passent, et Tréand est convoqué devant l’ancienne commission des cadres qu’il dirigeait avant-guerre. Sous la houlette d’Henri Gourdeaux et de Jean Chaumeil, la commission examine son cas sans prendre en considération des services qu’il a rendus au parti. Tréand disparaît de l’organigramme du PCF. Bouleversé, abattu, trahi, Tréand qui a consacré sa vie au PCF, finit rongé en état dépressif perpétuel. « Je retrouvais un homme méconnaissable. De sa grosse figure rebondie ne restait que la peau flasque et jaune, et il respirait avec difficulté » témoigne Jean Jérôme.
Il meurt des suites d'un cancer du poumon, le 26 janvier 1949. Malgré sa disgrâce, les principaux dirigeants du Parti, dont Maurice Thorez, sont présents à ses obsèques à Antony, où il est inhumé.

## Pour approfondir